# WorldSkills Germany
WorldSkills Germany e. V. ist ein gemeinnütziger Verein aus Deutschland mit Sitz in Stuttgart, der als Förderinitiative für nationale und internationale Berufswettbewerbe 2006 gegründet wurde. Geschäftsführer ist seit 2014 Hubert Romer.
Als Akteur im Bereich der dualen Berufsausbildung widmet sich WorldSkills Germany dem didaktischen Konzept Lernen im Wettbewerb, der Weiterbildung von Ausbildern und Personalverantwortlichen, Berufsorientierungsmaßnahmen sowie Fachthemen wie Digitalisierung der beruflichen Bildung und Arbeitswelt der Zukunft. WorldSkills Germany ist zertifiziert nach AZAV (Akkreditierungs- und Zulassungsverordnung Arbeitsförderung).
Als Verein ist der WorldSkills Germany e. V. seit 2006 die deutsche Mitgliedsorganisation des Dachverbandes WorldSkills International (WSI) und somit die Vertretung Deutschlands bei den WorldSkills, den Weltmeisterschaften der Berufe. Auf europäischer Ebene ist WorldSkills Germany darüber hinaus Mitglied von WorldSkills Europe (WSE), ebenfalls einer Non-Profit-Organisation, die sich in Europa für die Förderung und Entwicklung der beruflichen Ausbildung engagiert, und somit die Vertretung Deutschlands bei den EuroSkills. Im Bereich Inklusion ist WorldSkills Germany Gründungsmitglied der European Inclusive Skills Organisation und Mitglied der Abilympics International.

## Vereinsgründung und -struktur
2006 wurde der Verein Skills Germany e. V. mit 16 Gründungsmitgliedern gegründet, dazu gehörten Verbände, Unternehmen und Bildungsträger. 2019 waren 81 Unternehmen und Verbände Mitglied bei WorldSkills Germany.
Organe des Vereins WorldSkills Germany e. V. sind die Mitgliederversammlung und der Vorstand. Die Geschäftsstelle in Stuttgart ist für die operative Arbeit zuständig. Hinzu kommen ein Beirat, der beratend tätig ist, sowie verschiedene Ausschüsse, die sich Themen wie der Digitalisierung oder der Strategie widmen. Des Weiteren sind für jeden Skill bzw. jede Wettbewerbsdisziplin Bundestrainer (Experten) teilweise ehrenamtlich tätig.

## Aufgaben
Der Zweck des Vereins ist laut Satzung die Förderung der Berufsbildung durch ideelle, materielle, aktive und finanzielle Förderung und Unterstützung von nationalen und internationalen Berufswettbewerben sowie berufsbildungsorientierten Leistungswettbewerben mit dem Ziel, einen Beitrag zur Aufwertung des Ansehens der Beruflichen Bildung am Standort Deutschland und in der Welt zu leisten.
Der WorldSkills Germany e. V. widmet sich unter anderem den folgenden Aufgaben:
- Der Organisation, Durchführung, Koordination und Förderung von nationalen und internationalen Berufswettbewerben in Deutschland
- Die Förderung und Unterstützung deutscher Teilnehmer bei nationalen und internationalen Wettbewerben
- Die zielorientierte Öffentlichkeitsarbeit und medienwirksame Präsentation zur Erhöhung des Bekanntheitsgrades von Berufswettbewerben
- Die Vertretung deutscher Interessen bei internationalen Skills-Organisationen (z. B. WorldSkills, EuroSkills)
- Der Ausbau der Zusammenarbeit mit Verbänden, Betrieben, Kammern, Behörden, Stiftungen, Bildungseinrichtungen und Privatpersonen
- Die Gewinnung und Förderung von qualifizierten jungen Fachkräften im Rahmen nationaler und internationaler Wettbewerbe als Beitrag zur Nachwuchssicherung
- Die Begeisterung junger Menschen für die qualifizierte Erstausbildung in der Beruflichen Bildung durch Berufswettbewerbe und berufsorientierte Leistungswettbewerbe
- Informationsveranstaltungen zum Erfahrungsaustausch und zur Verbesserung der gegenseitigen nationalen und internationalen Kontakte und Netzwerke
- Die Würdigung von herausragendem Engagement für Berufswettbewerbe
- Die Zusammenarbeit mit nationalen und internationalen Organisationen, die in der Beruflichen Bildung engagiert sind.[7]

## Berufliche Wettbewerbe
Es gibt in Deutschland verschiedene Berufswettbewerbe, die sowohl auf lokaler und regionaler als auch auf nationaler Ebene stattfinden. Durchgeführt werden diese von unterschiedlichen Organisationen, unter anderem von WorldSkills Germany. WorldSkills Germany stellt alle zwei Jahre, im wechselnden Turnus, die Berufe-Nationalmannschaft für die internationalen Berufswettbewerbe, die EuroSkills und die WorldSkills. Für jede Wettkampfdisziplin der WorldSkills und EuroSkills gibt es eigene Bundestrainer (Experten), die die Teilnehmer auf den Wettbewerb vorbereiten und sie auch während des Wettbewerbs vor Ort begleiten.

### Geschichte der deutschen Teilnahme an internationalen Berufswettbewerben
Alle Austragungsorte → Hauptartikel WordSkills
1953 beteiligte sich Deutschland erstmals mit einem Team bei den Wettbewerben in Madrid. 1954 trat Deutschland als WorldSkills International Member den WorldSkills bei. Als Beitrittsdatum wird jedoch das Jahr 1953 offiziell notiert. Zwischen 1950 und 1999 wurden die von WorldSkills International veranstalteten Berufswettbewerbe nur als „Internationale Berufswettbewerbe“ bezeichnet. Der Name der Organisation lautete International Vocation Training Organisation (IVTO). Seit 1999 ist die offizielle Bezeichnung „WorldSkills“.
Bis 2006 erfolgte die Teilnahme Deutschlands an den internationalen Berufswettbewerben über die Kammern des Deutschen Industrie- und Handelskammertages (DIHK) und des Zentralverbandes des Deutschen Handwerks (ZDH). Die erste Austragung der WorldSkills in Deutschland fand vom 2. bis zum 14. Juli 1961 in Duisburg als „10th International Vocational Training Competition“ mit 11 Teilnahmeländern und 192 Teilnehmern statt. 1973 fanden die internationalen Berufswettbewerbe in München statt. Die letzten WorldSkills in Deutschland waren die WorldSkills Leipzig 2013.

#### EuroSkills
WorldSkills Europe ist der Verband auf europäischer Ebene mit Sitz in Amsterdam. Er hat 30 Mitglieder, darunter WorldSkills Germany, und veranstaltet seit 2008 die zweijährig im Wechsel mit den WorldSkills stattfindenden EuroSkills. Die letzten EuroSkills fanden 2018 in Budapest statt, im Januar 2021 (verschoben wegen Corona) sind sie in Graz geplant.

### Teilnahmevoraussetzungen
Um an den internationalen Berufsmeisterschaften EuroSkills bzw. WorldSkills teilnehmen zu können, müssen folgende Voraussetzungen erfüllt sein:
- Für eine Teilnahme bei den WorldSkills darf das 22. Lebensjahr im Wettbewerbsjahr nicht vollendet sein. Ausnahmen in einzelnen Skills sind möglich.
- Für eine Teilnahme bei den EuroSkills darf das 25. Lebensjahr im Wettbewerbsjahr nicht vollendet sein.
- Die Anmeldung der deutschen Teilnehmer erfolgt ausschließlich über den WorldSkills Germany e. V. Auf europäischer Ebene erfolgt dies gemeinsam mit dem Zentralverband des Deutschen Handwerks.[12]

### Wettbewerbsdisziplinen
Die Wettbewerbsdisziplinen werden Skills genannt, nach dem englischen Wort für „Fähigkeiten“. Bei den WorldSkills Kasan 2019 gab es offiziell Wettbewerbe in 56 Skills. Immer mehr Disziplinen kommen hinzu; das Verfahren, eine neue Disziplin ins Leben zu rufen, obliegt den Mitgliedsnationen von WorldSkills International in einem internen Prozess.

### Nationale Berufswettbewerbe
Die nationalen Ausscheide finden je nach Disziplin zu verschiedenen Terminen und an unterschiedlichen Orten statt. Veranstalter in den Handwerksberufen sind meist Kammern und Innungen, bzw. die Fachverbände. In Industrie und Dienstleistung sind es die entsprechenden Verbände oder Unternehmen, die die Patenschaft über die Disziplin übernommen haben. WorldSkills Germany ist bei vielen nationalen Meisterschaften als Kooperationspartner und Know-how-Träger eingebunden.

### Regionale Wettbewerbe
WorldSkills Germany engagiert sich zunehmend für die Durchführung von regionalen Berufswettbewerben und plant zusammen mit Partnern aus der Industrie 2020 vor allem Wettkämpfe in Süddeutschland. Ziel des regionalen Engagements ist, den Wettbewerbsgedanken von der Spitze in die Breite zu bringen. So sollen möglichst viele junge Menschen erreicht, zu Höchstleistungen motiviert und bei Eignung an die nationalen und internationalen Wettbewerbe herangeführt werden.

### Inklusive Wettbewerbe
WorldSkills Germany engagiert sich für die Inklusion auch im beruflichen Wettstreit. Der Verein ist Gründungsmitglied der European Inclusive Skills Organisation und Mitglied der Abilympics International. Partner der inklusiven beruflichen Wettbewerbe ist das Annedore-Leber-Berufsbildungswerk Berlin als zertifiziertes WorldSkills Germany-Bundesleistungszentrum. Anliegen ist, durch die Wettbewerbe öffentlichkeitswirksam auf die Potenziale von jungen Menschen mit besonderem Förderbedarf wie einer Lernschwäche oder Behinderung aufmerksam zu machen. Zudem werden die jungen Menschen gefördert, sich selbst mehr zuzutrauen.
Die ersten Inklusionsteams nahmen 2015 und 2016 an den Deutschen Meisterschaften auf Europas größter Bildungsmesse teil: in den Skills Mechatronik und Mobile Robotik. Zudem führte WorldSkills Germany auf der Messe Berufsorientierungsprojekte durch. 2016/2017 haben mehrere Inklusionsteams beim bundesweiten Azubi-Wettbewerb „Digital Youngsters“ teilgenommen.
Das inklusive Nationalteam wurde ab 2018 aufgebaut. Es nahm von 20. bis 25. Mai 2019 an den Erasmus+ Inclusive Skills in Glasgow teil. Das siebenköpfige Team errang zwei Gold-, zwei Silber- und eine Bronzemedaille.

### Wirkung beruflicher Wettbewerbe und des Lernens im Wettbewerb
Bei WorldSkills-Berufswettbewerben können junge Menschen vor Tausenden von Zuschauern ihre beruflichen Disziplinen präsentieren und mit den besten Talenten der Welt um den Weltmeistertitel wetteifern. Die Teilnehmenden gewinnen laut eigener Aussage an Selbstsicherheit und Selbstständigkeit, von denen sie im Arbeitsleben profitieren, dazu kommen Medienöffentlichkeit und neue Jobmöglichkeiten. Die Teilnahme an internationalen Berufswettbewerben fördert den internationalen Austausch, sowohl zwischen den beteiligten Unternehmen als auch zwischen den Innovations- und Trainingszentren.

## Leistungs- und Bundesleistungszentren
Es gibt in Deutschland derzeit 23 Leistungs- und Bundesleistungszentren, die durch WorldSkills Germany e. V. als Trainingszentrum zertifiziert wurden. Bei den Leistungszentren handelt es sich meist um überbetriebliche Ausbildungsstätten, die von WorldSkills Germany ernannt und zertifiziert werden. Die Leistungszentren verpflichten sich, nach den Konzepten der beruflichen Wettbewerbe Trainings und Kurse abzuhalten. Die Bundesleistungszentren haben eine spezifischere Ausrichtung: Zusätzlich zu den Trainings nach WorldSkills-Prinzipien trainieren sie auch die zukünftigen Mitglieder der deutschen Nationalmannschaft und somit Teilnehmende an internationalen Wettbewerben.

## Weitere Projekte

### Berufsorientierung „Entdecke Deine Talente“
WorldSkills Germany bietet Schulen die Durchführung einer Berufsorientierungsmaßnahme mit Workshop-Charakter an. Sie richtet sich an Schüler der 8. und 9. Klassen, die ihre praktischen Fähigkeiten in sechs Bereichen spielerisch-sportlich ausprobieren können. Die Hauptziele sind, Schüler über die Ermittlung ihrer Kompetenzen und Fähigkeiten an das breite Berufsspektrum im Bereich der dualen Ausbildung heranzuführen, sowie die Zahl der Ausbildungs- und Studienabbrecher zu reduzieren. Es geht um Berufe aus Industrie, Handwerk, Dienstleistung, Soziales und Pflege. Jede Schülerin und jeder Schüler durchläuft alle Stationen (Kompetenzfelder) und erhält am Ende ein Zertifikat mit Einschätzung der beobachteten Kompetenzen:
1. Handwerklich-technische Fähigkeit
2. Untersuchend-forschende Fähigkeit
3. Kreativ-sprachliche Fähigkeit
4. Pädagogisch-helfende Fähigkeit
5. Technisch-industrielle Fähigkeit
6. Kaufmännisch-verwaltende Fähigkeit

Betreut werden die Arbeitsstationen von regionalen Unternehmen. Abschließend gibt es zudem Informationen zu Praktikumsmöglichkeiten durch die Unternehmen und Berufsberater der Agentur für Arbeit, doch der informative Anteil wird bewusst gering gehalten. Schwerpunkt ist das praktische sich Ausprobieren.
Das Hector-Institut für Empirische Bildungsforschung in Tübingen hat die Maßnahme „Entdecke Deine Talente“ wissenschaftlich begleitet und evaluiert. Die Daten werden derzeit ausgewertet.
Das Berufsorientierungsprogramm „Entdecke Deine Talente“ steht in der Passung zu den schulischen Konzepten zur Berufsorientierung und im Kontext zur Kompetenzanalyse Profil AC an Schulen (betrifft Baden-Württemberg). Sie dient zur Unterstützung bei der Konkretisierung und unterrichtlichen Umsetzung der Intension des neuen Unterrichtsfaches Wirtschaft, Berufs- und Studienorientierung an den allgemeinbildenden Schulen des Landes Baden-Württemberg. WorldSkills Germany ist nach der Akkreditierungs- und Zulassungsverordnung Arbeitsförderung (AZAV) im Fachbereich „Maßnahme der Berufswahl und Berufsausbildung nach dem Dritten Abschnitt des Dritten Kapitels des Dritten Buches Sozialgesetzbuch“ zertifiziert. Dies bedeutet, dass WorldSkills Germany berechtigt ist, Berufsorientierungsprogramme anzubieten und hierbei mit der Agentur für Arbeit zusammenzuarbeiten.

### Digital Youngsters
Digital Youngsters ist ein bundesweiter Wettbewerb für Auszubildende, der sich auf die Digitalisierung in der Arbeitswelt und der beruflichen Bildung konzentriert. Die Teilnehmer entwickeln Konzepte und Visionen für das Lernen und Arbeiten in der Zukunft, welche in der Realisierungsphase des Wettbewerbs visualisiert werden. Eine Jury wählt die Finalisten und nach einer abschließenden Präsentation die Sieger des Wettbewerbs.
Die wissenschaftliche Begleitung des Wettbewerbs erfolgt durch das Deutsche Forschungszentrum für Künstliche Intelligenz (DFKI) mit dem Educational Technology Lab (EdTec) unter Leitung von Christoph Igel.

### „Vom Lernenden zum Lehrenden“
„Vom Lernenden zum Lehrenden“ ist ein Wettbewerb, bei dem Auszubildende ein Geschäftsmodell entwickeln, wie sie Schülerinnen und Schülern ihre Berufe näherbringen. Ziel ist, dass Auszubildende Verantwortung übernehmen und soziale Kompetenzen trainieren. Beides ist wichtig, um als Mitarbeiter aktiv im Betrieb mitwirken zu können und ein vertieftes Verständnis für unternehmerisches Handeln zu gewinnen. Hintergrund ist, dass berufliche Schulen und Ausbildungsbetriebe überwiegend fachliches Wissen vermitteln, aber nur selten persönliche Kompetenzen, die wichtig sind für Unternehmertum und Mitarbeiterführung.
Im Wettbewerb entwickeln die Auszubildenden selbst Ideen und Umsetzungskonzepte und erstellen dabei Unterlagen wie Business- und Finanzpläne, Geschäftsmodelle oder Projekt- und Zeitpläne.

#### Pilotprojekt 2018/19
Die Auszubildenden-Teams starteten im Dezember 2018 in die Konzeptphase, entwickelten Ideen und stimmten diese mit WorldSkills Germany ab. Im Februar 2019 wurden zwei Businesstage durchgeführt, an denen Unternehmensgründerinnen und -gründer von ihren Erfahrungen berichteten. So erfuhren die Azubis viel über Themen Unternehmertum, Start-ups und Projektmanagement. Bis zum Sommer 2019 realisierten die Teams ihrer Projektideen, z. B. Flyer und Filme über den eigenen Beruf, eine neue Handyhalterung oder einen Ring, der mit einer App verbunden werden kann. Am 12. Juli 2019 stellten die Azubis ihre Ergebnisse bei einer öffentlichen Veranstaltung vor und wurden von einer Fachjury bewertet. Die Karl Schlecht Stiftung förderte das Projekt im Rahmen ihrer „Entrepreneurship Education“.

### JUMPP – Lernen im Wettbewerb als didaktisches Konzept
JUMPP ist ein Wettbewerbskonzept von WorldSkills Germany, das Unternehmen, Verbände und Ausbildungsstätten nutzen können, um vom Prinzip „Lernen im Wettbewerb“ zu profitieren. Ziele sind Talentförderung, Motivationssteigerung und Modernisierung der Ausbildungskultur. Der Begriff „JUMPP“ (engl. to jump – springen) ist als Aufforderung gedacht, den Sprung zu wagen und Mut zu beweisen. Das zweite „P“ steht für „Professional“.
Das Konzept JUMPP kann sowohl unternehmensintern als auch unternehmensübergreifend oder überbetrieblich für Vergleichswettkämpfe genutzt werden. WorldSkills Germany erarbeitet die JUMPP-Wettbewerbskonzepte angepasst auf bestimmte Berufsbilder, Ausbildungsgänge oder Strukturen in Unternehmen und Verbänden. Dabei geben die jeweiligen Bundestrainerinnen und Bundestrainer den fachlichen Input. Mit dieser Ausrichtung an den WorldSkills-Trainings wird auch die Hürde abgebaut, danach bei regionalen, landesweiten, bundesweiten oder internationalen Wettkämpfen einzusteigen.
Die JUMPP-Konzepte werden ausbildungsbegleitend oder zur Weiterbildung umgesetzt. Ein Konzept kann folgende Elemente enthalten:
- Handreichung, um JUMPP in den Ausbildungs- oder Weiterbildungsalltag zu integrieren
- Wettbewerbsaufgaben pro Beruf, abgeleitet von WorldSkills und harmonisiert mit den Rahmenplänen
- Software-Bewertungstool
- Handhabe zur Auswertung und Interpretation der Ergebnisse
- Vor-Ort-Unterstützung für die erste JUMPP-Wettbewerbsphase
- Kurse und Fortbildung in der Akademie